# Spiel ohne Grenzen 1967
Die 3. Ausgabe von Spiel ohne Grenzen wurde nach einem ganz neuem Spielsystem durchgeführt. Nun gibt es Turniere mit je einem Teilnehmer aus jedem Land. Die Fragerunden wurden ganz abgeschafft. Auch kamen mit der Schweiz und Großbritannien zwei neue Länder dazu. In nun 6 Vorrunden, in denen jedes Land einmal Gastgeber war, konnten sich jeweils die besten Mannschaften eines Landes für das große Finale qualifizieren. Im Frühling wurden in Deutschland Ausscheidungswettkämpfe für die internationalen Spiele eingeführt.

## 1. RundeParis, Frankreich
| Platz | Land | Stadt            | Punkte | Bemerkung |
| ----- | ---- | ---------------- | ------ | --- |
| 1     | F    | Nogent-sur-Marne | 54     | Die erste Runde wurde am 1. Juni 1967 in Paris im Schloss Vincennes gespielt zum Thema "Französische Lebensfreude". Die französische Mannschaft konnte sich trotz des letzten Platzes im letzten Spiel gegen das Schweizer Team durchsetzen. Die Schweizer konnten die Chance mit einem zweitletzten Platz nicht nutzen und wurden mit 3 Punkten Rückstand Zweiter. Eutin, das sich am 29. April 1967 mit 18:8 in der deutschen Qualifikation gegen Tönning durchsetzte, wurde zusammen mit Caserta aus Italien Dritter. |
| 2     | CH   | Martigny         | 51     | Die erste Runde wurde am 1. Juni 1967 in Paris im Schloss Vincennes gespielt zum Thema "Französische Lebensfreude". Die französische Mannschaft konnte sich trotz des letzten Platzes im letzten Spiel gegen das Schweizer Team durchsetzen. Die Schweizer konnten die Chance mit einem zweitletzten Platz nicht nutzen und wurden mit 3 Punkten Rückstand Zweiter. Eutin, das sich am 29. April 1967 mit 18:8 in der deutschen Qualifikation gegen Tönning durchsetzte, wurde zusammen mit Caserta aus Italien Dritter. |
| 3     | I    | Caserta          | 44     | Die erste Runde wurde am 1. Juni 1967 in Paris im Schloss Vincennes gespielt zum Thema "Französische Lebensfreude". Die französische Mannschaft konnte sich trotz des letzten Platzes im letzten Spiel gegen das Schweizer Team durchsetzen. Die Schweizer konnten die Chance mit einem zweitletzten Platz nicht nutzen und wurden mit 3 Punkten Rückstand Zweiter. Eutin, das sich am 29. April 1967 mit 18:8 in der deutschen Qualifikation gegen Tönning durchsetzte, wurde zusammen mit Caserta aus Italien Dritter. |
|       | D    | Eutin            | 44     | Die erste Runde wurde am 1. Juni 1967 in Paris im Schloss Vincennes gespielt zum Thema "Französische Lebensfreude". Die französische Mannschaft konnte sich trotz des letzten Platzes im letzten Spiel gegen das Schweizer Team durchsetzen. Die Schweizer konnten die Chance mit einem zweitletzten Platz nicht nutzen und wurden mit 3 Punkten Rückstand Zweiter. Eutin, das sich am 29. April 1967 mit 18:8 in der deutschen Qualifikation gegen Tönning durchsetzte, wurde zusammen mit Caserta aus Italien Dritter. |
| 5     | B    | Dinant           | 43     | Die erste Runde wurde am 1. Juni 1967 in Paris im Schloss Vincennes gespielt zum Thema "Französische Lebensfreude". Die französische Mannschaft konnte sich trotz des letzten Platzes im letzten Spiel gegen das Schweizer Team durchsetzen. Die Schweizer konnten die Chance mit einem zweitletzten Platz nicht nutzen und wurden mit 3 Punkten Rückstand Zweiter. Eutin, das sich am 29. April 1967 mit 18:8 in der deutschen Qualifikation gegen Tönning durchsetzte, wurde zusammen mit Caserta aus Italien Dritter. |
| 6     | GB   | Bridlington      | 34     | Die erste Runde wurde am 1. Juni 1967 in Paris im Schloss Vincennes gespielt zum Thema "Französische Lebensfreude". Die französische Mannschaft konnte sich trotz des letzten Platzes im letzten Spiel gegen das Schweizer Team durchsetzen. Die Schweizer konnten die Chance mit einem zweitletzten Platz nicht nutzen und wurden mit 3 Punkten Rückstand Zweiter. Eutin, das sich am 29. April 1967 mit 18:8 in der deutschen Qualifikation gegen Tönning durchsetzte, wurde zusammen mit Caserta aus Italien Dritter. |

## 2. RundeBrüssel, Belgien
| Platz | Land | Stadt               | Punkte | Bemerkung |
| ----- | ---- | ------------------- | ------ | --- |
| 1     | D    | Bardenberg          | 52     | Die 2. Runde wurde am 28. Juni 1967 in Brüssel ausgetragen. Als Thema wurden "Nicht Krieg, sondern Frieden" gewählt. Bardenberg konnte am 6. Mai 1967 zuhause gegen Werne mit 19:7 gewinnen. Auch beim internationalen Vergleich wurden sie Sieger. Das erste Spiel wurde nicht gewertet, da keine Mannschaft das Spiel beendete. Es ging um ein Aufpumpen eines Reifens der mit Gewichten beschwert war. Für alle Teilnehmer gab es 0 Punkte. Für Frankreich war es bitter. Nach dem gewonnenen Jokerspiel und der Führung folgten 5 letzte und zwei Zweitletzte Plätze. Was klar am Schluss der letzte Platz war. |
| 2     | B    | Ciney               | 49     | Die 2. Runde wurde am 28. Juni 1967 in Brüssel ausgetragen. Als Thema wurden "Nicht Krieg, sondern Frieden" gewählt. Bardenberg konnte am 6. Mai 1967 zuhause gegen Werne mit 19:7 gewinnen. Auch beim internationalen Vergleich wurden sie Sieger. Das erste Spiel wurde nicht gewertet, da keine Mannschaft das Spiel beendete. Es ging um ein Aufpumpen eines Reifens der mit Gewichten beschwert war. Für alle Teilnehmer gab es 0 Punkte. Für Frankreich war es bitter. Nach dem gewonnenen Jokerspiel und der Führung folgten 5 letzte und zwei Zweitletzte Plätze. Was klar am Schluss der letzte Platz war. |
| 3     | GB   | Lytham St. Annes    | 35     | Die 2. Runde wurde am 28. Juni 1967 in Brüssel ausgetragen. Als Thema wurden "Nicht Krieg, sondern Frieden" gewählt. Bardenberg konnte am 6. Mai 1967 zuhause gegen Werne mit 19:7 gewinnen. Auch beim internationalen Vergleich wurden sie Sieger. Das erste Spiel wurde nicht gewertet, da keine Mannschaft das Spiel beendete. Es ging um ein Aufpumpen eines Reifens der mit Gewichten beschwert war. Für alle Teilnehmer gab es 0 Punkte. Für Frankreich war es bitter. Nach dem gewonnenen Jokerspiel und der Führung folgten 5 letzte und zwei Zweitletzte Plätze. Was klar am Schluss der letzte Platz war. |
| 4     | CH   | Lugano              | 33     | Die 2. Runde wurde am 28. Juni 1967 in Brüssel ausgetragen. Als Thema wurden "Nicht Krieg, sondern Frieden" gewählt. Bardenberg konnte am 6. Mai 1967 zuhause gegen Werne mit 19:7 gewinnen. Auch beim internationalen Vergleich wurden sie Sieger. Das erste Spiel wurde nicht gewertet, da keine Mannschaft das Spiel beendete. Es ging um ein Aufpumpen eines Reifens der mit Gewichten beschwert war. Für alle Teilnehmer gab es 0 Punkte. Für Frankreich war es bitter. Nach dem gewonnenen Jokerspiel und der Führung folgten 5 letzte und zwei Zweitletzte Plätze. Was klar am Schluss der letzte Platz war. |
|       | I    | Orvieto             | 33     | Die 2. Runde wurde am 28. Juni 1967 in Brüssel ausgetragen. Als Thema wurden "Nicht Krieg, sondern Frieden" gewählt. Bardenberg konnte am 6. Mai 1967 zuhause gegen Werne mit 19:7 gewinnen. Auch beim internationalen Vergleich wurden sie Sieger. Das erste Spiel wurde nicht gewertet, da keine Mannschaft das Spiel beendete. Es ging um ein Aufpumpen eines Reifens der mit Gewichten beschwert war. Für alle Teilnehmer gab es 0 Punkte. Für Frankreich war es bitter. Nach dem gewonnenen Jokerspiel und der Führung folgten 5 letzte und zwei Zweitletzte Plätze. Was klar am Schluss der letzte Platz war. |
| 6     | F    | Les Sables-d’Olonne | 25     | Die 2. Runde wurde am 28. Juni 1967 in Brüssel ausgetragen. Als Thema wurden "Nicht Krieg, sondern Frieden" gewählt. Bardenberg konnte am 6. Mai 1967 zuhause gegen Werne mit 19:7 gewinnen. Auch beim internationalen Vergleich wurden sie Sieger. Das erste Spiel wurde nicht gewertet, da keine Mannschaft das Spiel beendete. Es ging um ein Aufpumpen eines Reifens der mit Gewichten beschwert war. Für alle Teilnehmer gab es 0 Punkte. Für Frankreich war es bitter. Nach dem gewonnenen Jokerspiel und der Führung folgten 5 letzte und zwei Zweitletzte Plätze. Was klar am Schluss der letzte Platz war. |

## 3. RundeLocarno, Schweiz
| Platz | Land | Stadt      | Punkte | Bemerkung |
| ----- | ---- | ---------- | ------ | --- |
| 1     | B    | Ath        | 46     | Die Dritte Runde fand am 12. Juli 1967 in Locarno in der Schweiz, zum Thema "Das Neue Haus", auf dem Piazza Grande statt. Die belgische Mannschaft aus Ath konnte sich knapp vor dem Teams aus der Schweiz, Frankreich und Deutschland durchsetzen. Villingen hatten sich im deutschen Entscheid am 13. Mai 1967 gegen Ellwangen klar mit 23:2 durchsetzen können. |
| 2     | CH   | St. Gallen | 45     | Die Dritte Runde fand am 12. Juli 1967 in Locarno in der Schweiz, zum Thema "Das Neue Haus", auf dem Piazza Grande statt. Die belgische Mannschaft aus Ath konnte sich knapp vor dem Teams aus der Schweiz, Frankreich und Deutschland durchsetzen. Villingen hatten sich im deutschen Entscheid am 13. Mai 1967 gegen Ellwangen klar mit 23:2 durchsetzen können. |
| 3     | D    | Villingen  | 43     | Die Dritte Runde fand am 12. Juli 1967 in Locarno in der Schweiz, zum Thema "Das Neue Haus", auf dem Piazza Grande statt. Die belgische Mannschaft aus Ath konnte sich knapp vor dem Teams aus der Schweiz, Frankreich und Deutschland durchsetzen. Villingen hatten sich im deutschen Entscheid am 13. Mai 1967 gegen Ellwangen klar mit 23:2 durchsetzen können. |
|       | F    | Anglet     | 43     | Die Dritte Runde fand am 12. Juli 1967 in Locarno in der Schweiz, zum Thema "Das Neue Haus", auf dem Piazza Grande statt. Die belgische Mannschaft aus Ath konnte sich knapp vor dem Teams aus der Schweiz, Frankreich und Deutschland durchsetzen. Villingen hatten sich im deutschen Entscheid am 13. Mai 1967 gegen Ellwangen klar mit 23:2 durchsetzen können. |
| 5     | GB   | Llandudno  | 38     | Die Dritte Runde fand am 12. Juli 1967 in Locarno in der Schweiz, zum Thema "Das Neue Haus", auf dem Piazza Grande statt. Die belgische Mannschaft aus Ath konnte sich knapp vor dem Teams aus der Schweiz, Frankreich und Deutschland durchsetzen. Villingen hatten sich im deutschen Entscheid am 13. Mai 1967 gegen Ellwangen klar mit 23:2 durchsetzen können. |
| 6     | I    | Cefalù     | 32     | Die Dritte Runde fand am 12. Juli 1967 in Locarno in der Schweiz, zum Thema "Das Neue Haus", auf dem Piazza Grande statt. Die belgische Mannschaft aus Ath konnte sich knapp vor dem Teams aus der Schweiz, Frankreich und Deutschland durchsetzen. Villingen hatten sich im deutschen Entscheid am 13. Mai 1967 gegen Ellwangen klar mit 23:2 durchsetzen können. |

## 4. RundePisa, Italien
| Platz | Land | Stadt             | Punkte | Bemerkung |
| ----- | ---- | ----------------- | ------ | --- |
| 1     | I    | Montecatini Terme | 45     | Am 26. Juli 1967 fand die Spielrunde in Pisa statt. Lindenberg im Allgäu konnte sich am 20. Mai 1967 mit einem Sieg gegen Mittenwald mit 16:10 für diese internationale Runde qualifizieren. Die Deutschen starteten gut, führten klar nach der 4. Runde. Nach der Nichtwertung der 5. Runde für alle Teilnehmer wurden sie je zweimal Letzter und Vorletzter. Der Sieg im letzten Spiel kam dann zu spät. Einen katastrophalen Abend erwischten die Briten. Sechs letzte Plätze, darunter ihr Jokerspiel und nie besser als ein vierter Platz reichten nur für magere 15 Punkte und 18 Punkte Rückstand auf den Zweitletzten aus der Schweiz. Der Sieg ging an die Italiener, die sehr davon profitierten das sie im zweitletzten Spiel 6 Punkte erreichten, alle anderen aber nur einen, da kein weiteres Team die Aufgabe erfüllte. |
| 2     | B    | Verviers          | 38     | Am 26. Juli 1967 fand die Spielrunde in Pisa statt. Lindenberg im Allgäu konnte sich am 20. Mai 1967 mit einem Sieg gegen Mittenwald mit 16:10 für diese internationale Runde qualifizieren. Die Deutschen starteten gut, führten klar nach der 4. Runde. Nach der Nichtwertung der 5. Runde für alle Teilnehmer wurden sie je zweimal Letzter und Vorletzter. Der Sieg im letzten Spiel kam dann zu spät. Einen katastrophalen Abend erwischten die Briten. Sechs letzte Plätze, darunter ihr Jokerspiel und nie besser als ein vierter Platz reichten nur für magere 15 Punkte und 18 Punkte Rückstand auf den Zweitletzten aus der Schweiz. Der Sieg ging an die Italiener, die sehr davon profitierten das sie im zweitletzten Spiel 6 Punkte erreichten, alle anderen aber nur einen, da kein weiteres Team die Aufgabe erfüllte. |
| 3     | D    | Lindenberg        | 37     | Am 26. Juli 1967 fand die Spielrunde in Pisa statt. Lindenberg im Allgäu konnte sich am 20. Mai 1967 mit einem Sieg gegen Mittenwald mit 16:10 für diese internationale Runde qualifizieren. Die Deutschen starteten gut, führten klar nach der 4. Runde. Nach der Nichtwertung der 5. Runde für alle Teilnehmer wurden sie je zweimal Letzter und Vorletzter. Der Sieg im letzten Spiel kam dann zu spät. Einen katastrophalen Abend erwischten die Briten. Sechs letzte Plätze, darunter ihr Jokerspiel und nie besser als ein vierter Platz reichten nur für magere 15 Punkte und 18 Punkte Rückstand auf den Zweitletzten aus der Schweiz. Der Sieg ging an die Italiener, die sehr davon profitierten das sie im zweitletzten Spiel 6 Punkte erreichten, alle anderen aber nur einen, da kein weiteres Team die Aufgabe erfüllte. |
| 4     | F    | Quimper           | 36     | Am 26. Juli 1967 fand die Spielrunde in Pisa statt. Lindenberg im Allgäu konnte sich am 20. Mai 1967 mit einem Sieg gegen Mittenwald mit 16:10 für diese internationale Runde qualifizieren. Die Deutschen starteten gut, führten klar nach der 4. Runde. Nach der Nichtwertung der 5. Runde für alle Teilnehmer wurden sie je zweimal Letzter und Vorletzter. Der Sieg im letzten Spiel kam dann zu spät. Einen katastrophalen Abend erwischten die Briten. Sechs letzte Plätze, darunter ihr Jokerspiel und nie besser als ein vierter Platz reichten nur für magere 15 Punkte und 18 Punkte Rückstand auf den Zweitletzten aus der Schweiz. Der Sieg ging an die Italiener, die sehr davon profitierten das sie im zweitletzten Spiel 6 Punkte erreichten, alle anderen aber nur einen, da kein weiteres Team die Aufgabe erfüllte. |
| 5     | CH   | Plan-les-Ouates   | 33     | Am 26. Juli 1967 fand die Spielrunde in Pisa statt. Lindenberg im Allgäu konnte sich am 20. Mai 1967 mit einem Sieg gegen Mittenwald mit 16:10 für diese internationale Runde qualifizieren. Die Deutschen starteten gut, führten klar nach der 4. Runde. Nach der Nichtwertung der 5. Runde für alle Teilnehmer wurden sie je zweimal Letzter und Vorletzter. Der Sieg im letzten Spiel kam dann zu spät. Einen katastrophalen Abend erwischten die Briten. Sechs letzte Plätze, darunter ihr Jokerspiel und nie besser als ein vierter Platz reichten nur für magere 15 Punkte und 18 Punkte Rückstand auf den Zweitletzten aus der Schweiz. Der Sieg ging an die Italiener, die sehr davon profitierten das sie im zweitletzten Spiel 6 Punkte erreichten, alle anderen aber nur einen, da kein weiteres Team die Aufgabe erfüllte. |
| 6     | GB   | Hawick            | 15     | Am 26. Juli 1967 fand die Spielrunde in Pisa statt. Lindenberg im Allgäu konnte sich am 20. Mai 1967 mit einem Sieg gegen Mittenwald mit 16:10 für diese internationale Runde qualifizieren. Die Deutschen starteten gut, führten klar nach der 4. Runde. Nach der Nichtwertung der 5. Runde für alle Teilnehmer wurden sie je zweimal Letzter und Vorletzter. Der Sieg im letzten Spiel kam dann zu spät. Einen katastrophalen Abend erwischten die Briten. Sechs letzte Plätze, darunter ihr Jokerspiel und nie besser als ein vierter Platz reichten nur für magere 15 Punkte und 18 Punkte Rückstand auf den Zweitletzten aus der Schweiz. Der Sieg ging an die Italiener, die sehr davon profitierten das sie im zweitletzten Spiel 6 Punkte erreichten, alle anderen aber nur einen, da kein weiteres Team die Aufgabe erfüllte. |

## 5. RundeStraubing, Deutschland
| Platz | Land | Stadt     | Punkte | Bemerkung |
| ----- | ---- | --------- | ------ | --- |
| 1     | D    | Straubing | 51     | Am 9. August 1967 war Straubing der Gastgeber. Das Thema war "Sport für alle". Straubing hatte sich am 27. Mai 1967 in einem sehr spannenden Match gegen Memmingen mit 12:14 durchsetzen. Straubing lag vor dem letzten Spiel mit 8:12 hinten und konnte im letzten Spiel 4 Punkte holen und sich ins Tie-Break retten, das sie schließlich gewannen. Den internationalen Wettkampf konnten die Straubinger ebenfalls klar gewinnen, trotz zwei letzten Plätzen in den Spielrunden. An dieser Runde nahmen keine weiblichen Teammitglieder teil. |
| 2     | I    | Arona     | 43     | Am 9. August 1967 war Straubing der Gastgeber. Das Thema war "Sport für alle". Straubing hatte sich am 27. Mai 1967 in einem sehr spannenden Match gegen Memmingen mit 12:14 durchsetzen. Straubing lag vor dem letzten Spiel mit 8:12 hinten und konnte im letzten Spiel 4 Punkte holen und sich ins Tie-Break retten, das sie schließlich gewannen. Den internationalen Wettkampf konnten die Straubinger ebenfalls klar gewinnen, trotz zwei letzten Plätzen in den Spielrunden. An dieser Runde nahmen keine weiblichen Teammitglieder teil. |
| 3     | GB   | Worthing  | 42     | Am 9. August 1967 war Straubing der Gastgeber. Das Thema war "Sport für alle". Straubing hatte sich am 27. Mai 1967 in einem sehr spannenden Match gegen Memmingen mit 12:14 durchsetzen. Straubing lag vor dem letzten Spiel mit 8:12 hinten und konnte im letzten Spiel 4 Punkte holen und sich ins Tie-Break retten, das sie schließlich gewannen. Den internationalen Wettkampf konnten die Straubinger ebenfalls klar gewinnen, trotz zwei letzten Plätzen in den Spielrunden. An dieser Runde nahmen keine weiblichen Teammitglieder teil. |
| 4     | CH   | Solothurn | 37     | Am 9. August 1967 war Straubing der Gastgeber. Das Thema war "Sport für alle". Straubing hatte sich am 27. Mai 1967 in einem sehr spannenden Match gegen Memmingen mit 12:14 durchsetzen. Straubing lag vor dem letzten Spiel mit 8:12 hinten und konnte im letzten Spiel 4 Punkte holen und sich ins Tie-Break retten, das sie schließlich gewannen. Den internationalen Wettkampf konnten die Straubinger ebenfalls klar gewinnen, trotz zwei letzten Plätzen in den Spielrunden. An dieser Runde nahmen keine weiblichen Teammitglieder teil. |
| 5     | F    | Annemasse | 35     | Am 9. August 1967 war Straubing der Gastgeber. Das Thema war "Sport für alle". Straubing hatte sich am 27. Mai 1967 in einem sehr spannenden Match gegen Memmingen mit 12:14 durchsetzen. Straubing lag vor dem letzten Spiel mit 8:12 hinten und konnte im letzten Spiel 4 Punkte holen und sich ins Tie-Break retten, das sie schließlich gewannen. Den internationalen Wettkampf konnten die Straubinger ebenfalls klar gewinnen, trotz zwei letzten Plätzen in den Spielrunden. An dieser Runde nahmen keine weiblichen Teammitglieder teil. |
| 6     | B    | Arlon     | 28     | Am 9. August 1967 war Straubing der Gastgeber. Das Thema war "Sport für alle". Straubing hatte sich am 27. Mai 1967 in einem sehr spannenden Match gegen Memmingen mit 12:14 durchsetzen. Straubing lag vor dem letzten Spiel mit 8:12 hinten und konnte im letzten Spiel 4 Punkte holen und sich ins Tie-Break retten, das sie schließlich gewannen. Den internationalen Wettkampf konnten die Straubinger ebenfalls klar gewinnen, trotz zwei letzten Plätzen in den Spielrunden. An dieser Runde nahmen keine weiblichen Teammitglieder teil. |

## 6. RundeBlackpool, Großbritannien
| Platz | Land | Stadt       | Punkte | Bemerkung |
| ----- | ---- | ----------- | ------ | --- |
| 1     | D    | Duderstadt  | 46     | Am 23. August 197 war die Seepromenade von Blackpool der Austragungsort von Spiel ohne Grenzen. Das Thema war "Das britische Seebad". In einer engen Runde konnten die Mannschaft aus Duderstadt diese Spielrunde gewinnen. Vor dem letzten Spiel führten die Engländer mit einem Punkt vor den Deutschen und Italiener. Ein zweiter Platz reichte Duderstadt schließlich zum Sieg. Bemerkenswert war, das Duderstadt nach der 5. Runde noch mit 13 Punkten auf dem letzten Platz lag. Außer dem Team aus Frankreich lag jedes Team mindestens einmal in Führung. Duderstadt hatte sich am 3. Juni 1967 für diese Runde gegen Bad Hersfeld mit 16:8 qualifizieren können. |
| 2     | I    | Riccione    | 45     | Am 23. August 197 war die Seepromenade von Blackpool der Austragungsort von Spiel ohne Grenzen. Das Thema war "Das britische Seebad". In einer engen Runde konnten die Mannschaft aus Duderstadt diese Spielrunde gewinnen. Vor dem letzten Spiel führten die Engländer mit einem Punkt vor den Deutschen und Italiener. Ein zweiter Platz reichte Duderstadt schließlich zum Sieg. Bemerkenswert war, das Duderstadt nach der 5. Runde noch mit 13 Punkten auf dem letzten Platz lag. Außer dem Team aus Frankreich lag jedes Team mindestens einmal in Führung. Duderstadt hatte sich am 3. Juni 1967 für diese Runde gegen Bad Hersfeld mit 16:8 qualifizieren können. |
| 3     | GB   | Cheltenham  | 43     | Am 23. August 197 war die Seepromenade von Blackpool der Austragungsort von Spiel ohne Grenzen. Das Thema war "Das britische Seebad". In einer engen Runde konnten die Mannschaft aus Duderstadt diese Spielrunde gewinnen. Vor dem letzten Spiel führten die Engländer mit einem Punkt vor den Deutschen und Italiener. Ein zweiter Platz reichte Duderstadt schließlich zum Sieg. Bemerkenswert war, das Duderstadt nach der 5. Runde noch mit 13 Punkten auf dem letzten Platz lag. Außer dem Team aus Frankreich lag jedes Team mindestens einmal in Führung. Duderstadt hatte sich am 3. Juni 1967 für diese Runde gegen Bad Hersfeld mit 16:8 qualifizieren können. |
| 4     | B    | Forest      | 38     | Am 23. August 197 war die Seepromenade von Blackpool der Austragungsort von Spiel ohne Grenzen. Das Thema war "Das britische Seebad". In einer engen Runde konnten die Mannschaft aus Duderstadt diese Spielrunde gewinnen. Vor dem letzten Spiel führten die Engländer mit einem Punkt vor den Deutschen und Italiener. Ein zweiter Platz reichte Duderstadt schließlich zum Sieg. Bemerkenswert war, das Duderstadt nach der 5. Runde noch mit 13 Punkten auf dem letzten Platz lag. Außer dem Team aus Frankreich lag jedes Team mindestens einmal in Führung. Duderstadt hatte sich am 3. Juni 1967 für diese Runde gegen Bad Hersfeld mit 16:8 qualifizieren können. |
| 5     | CH   | Luzern      | 35     | Am 23. August 197 war die Seepromenade von Blackpool der Austragungsort von Spiel ohne Grenzen. Das Thema war "Das britische Seebad". In einer engen Runde konnten die Mannschaft aus Duderstadt diese Spielrunde gewinnen. Vor dem letzten Spiel führten die Engländer mit einem Punkt vor den Deutschen und Italiener. Ein zweiter Platz reichte Duderstadt schließlich zum Sieg. Bemerkenswert war, das Duderstadt nach der 5. Runde noch mit 13 Punkten auf dem letzten Platz lag. Außer dem Team aus Frankreich lag jedes Team mindestens einmal in Führung. Duderstadt hatte sich am 3. Juni 1967 für diese Runde gegen Bad Hersfeld mit 16:8 qualifizieren können. |
| 6     | F    | Armentières | 33     | Am 23. August 197 war die Seepromenade von Blackpool der Austragungsort von Spiel ohne Grenzen. Das Thema war "Das britische Seebad". In einer engen Runde konnten die Mannschaft aus Duderstadt diese Spielrunde gewinnen. Vor dem letzten Spiel führten die Engländer mit einem Punkt vor den Deutschen und Italiener. Ein zweiter Platz reichte Duderstadt schließlich zum Sieg. Bemerkenswert war, das Duderstadt nach der 5. Runde noch mit 13 Punkten auf dem letzten Platz lag. Außer dem Team aus Frankreich lag jedes Team mindestens einmal in Führung. Duderstadt hatte sich am 3. Juni 1967 für diese Runde gegen Bad Hersfeld mit 16:8 qualifizieren können. |

## Finale
Durch die Ausfälle von Spiel 1 in der 2. Runde von Brüssel und dem 5. Spiel der 4. Runde in Pisa wurden die Durchschnittszahlen für das Erreichen des Finales und nicht die Endzahl angerechnet. Das führte dazu, dass sich Bardenberg für das Finale qualifizieren konnte. Auch bei den Briten war diese Entscheidung notwendig. Es lagen drei Mannschaften auf einem dritten Platz. Hier konnte sich Cheltenham für das Finale in Kohlscheid qualifizieren.
| - Deutschland - Bardenberg - Straubing - Duderstadt                 | - Punkte und Spiele - 52 : 9 - 52 : 10 - 51 : 10 | - Durchschnittspunkte - 5.77 Pkt - 5.10 Pkt - 4.60 Pkt |
| - Vereinigtes Königreich - Cheltenham - Worthing - Lytham St. Annes | - Punkte und Spiele - 43 : 10 - 42 : 10 - 35 : 9 | - Durchschnittspunkte - 4.30 Pkt - 4.20 Pkt - 3.88 Pkt |

| Land | Stadt             | Platzierung | Punkte |
| ---- | ----------------- | ----------- | ------ |
| F    | Nogent-sur-Marne  | 1           | 54     |
| D    | Bardenberg        | 1           | 52     |
| B    | Ath               | 1           | 46     |
| I    | Montecatini Terme | 1           | 45     |
| CH   | Martigny          | 2           | 51     |
| GB   | Cheltenham        | 3           | 43     |

| Platz | Land | Stadt            | Punkte | Bemerkung |
| ----- | ---- | ---------------- | ------ | --- |
| 1     | D    | Bardenberg       | 49     | Am 6. September 1967 fand das Finale in Kohlscheid statt. Der Sportplatz von Bardenberg war zu klein und so wich man auf das Oststadion im benachbarten Kohlscheid aus. 12'000 Zuschauer verfolgten dieses Finale zum Thema "Jahrmarktsattraktionen". Bardenberg lag ab der 3. Spielrunde in Führung und konnte diese stetig ausbauen. Schon vor dem letzten Spiel stand der Sieg fest. Am Schluss hatte das deutsche Team 13 Punkte Vorsprung vor dem Zweitplatzierten Nogent-sur-Marne aus Frankreich. Das Siegerteam erhielt 60.000 französische Francs, was damals umgerechnet 48.870 DM entsprach. |
| 2     | F    | Nogent-sur-Marne | 36     | Am 6. September 1967 fand das Finale in Kohlscheid statt. Der Sportplatz von Bardenberg war zu klein und so wich man auf das Oststadion im benachbarten Kohlscheid aus. 12'000 Zuschauer verfolgten dieses Finale zum Thema "Jahrmarktsattraktionen". Bardenberg lag ab der 3. Spielrunde in Führung und konnte diese stetig ausbauen. Schon vor dem letzten Spiel stand der Sieg fest. Am Schluss hatte das deutsche Team 13 Punkte Vorsprung vor dem Zweitplatzierten Nogent-sur-Marne aus Frankreich. Das Siegerteam erhielt 60.000 französische Francs, was damals umgerechnet 48.870 DM entsprach. |
| 3     | GB   | Cheltenham       | 35     | Am 6. September 1967 fand das Finale in Kohlscheid statt. Der Sportplatz von Bardenberg war zu klein und so wich man auf das Oststadion im benachbarten Kohlscheid aus. 12'000 Zuschauer verfolgten dieses Finale zum Thema "Jahrmarktsattraktionen". Bardenberg lag ab der 3. Spielrunde in Führung und konnte diese stetig ausbauen. Schon vor dem letzten Spiel stand der Sieg fest. Am Schluss hatte das deutsche Team 13 Punkte Vorsprung vor dem Zweitplatzierten Nogent-sur-Marne aus Frankreich. Das Siegerteam erhielt 60.000 französische Francs, was damals umgerechnet 48.870 DM entsprach. |
|       | I    | Montecatini      | 35     | Am 6. September 1967 fand das Finale in Kohlscheid statt. Der Sportplatz von Bardenberg war zu klein und so wich man auf das Oststadion im benachbarten Kohlscheid aus. 12'000 Zuschauer verfolgten dieses Finale zum Thema "Jahrmarktsattraktionen". Bardenberg lag ab der 3. Spielrunde in Führung und konnte diese stetig ausbauen. Schon vor dem letzten Spiel stand der Sieg fest. Am Schluss hatte das deutsche Team 13 Punkte Vorsprung vor dem Zweitplatzierten Nogent-sur-Marne aus Frankreich. Das Siegerteam erhielt 60.000 französische Francs, was damals umgerechnet 48.870 DM entsprach. |
| 5     | CH   | Matigny          | 32     | Am 6. September 1967 fand das Finale in Kohlscheid statt. Der Sportplatz von Bardenberg war zu klein und so wich man auf das Oststadion im benachbarten Kohlscheid aus. 12'000 Zuschauer verfolgten dieses Finale zum Thema "Jahrmarktsattraktionen". Bardenberg lag ab der 3. Spielrunde in Führung und konnte diese stetig ausbauen. Schon vor dem letzten Spiel stand der Sieg fest. Am Schluss hatte das deutsche Team 13 Punkte Vorsprung vor dem Zweitplatzierten Nogent-sur-Marne aus Frankreich. Das Siegerteam erhielt 60.000 französische Francs, was damals umgerechnet 48.870 DM entsprach. |
| 6     | B    | Ath              | 27     | Am 6. September 1967 fand das Finale in Kohlscheid statt. Der Sportplatz von Bardenberg war zu klein und so wich man auf das Oststadion im benachbarten Kohlscheid aus. 12'000 Zuschauer verfolgten dieses Finale zum Thema "Jahrmarktsattraktionen". Bardenberg lag ab der 3. Spielrunde in Führung und konnte diese stetig ausbauen. Schon vor dem letzten Spiel stand der Sieg fest. Am Schluss hatte das deutsche Team 13 Punkte Vorsprung vor dem Zweitplatzierten Nogent-sur-Marne aus Frankreich. Das Siegerteam erhielt 60.000 französische Francs, was damals umgerechnet 48.870 DM entsprach. |

Im gesamten Jahr 1967 haben die Teams aus Deutschland in allen Runden einen Podestplatz erreicht, davon 4 Siege. Einzig die Schweizer und Briten gewannen keine Runde.
| # | Land                   | Gold | Silber | Bronze | Gesamtpunktzahl |
| - | ---------------------- | ---- | ------ | ------ | --------------- |
| 1 | Deutschland            | 4    | 0      | 3      | 322             |
| 2 | Italien                | 1    | 2      | 2      | 277             |
| 3 | Belgien                | 1    | 2      | 0      | 269             |
| 4 | Schweiz                | 0    | 2      | 0      | 266             |
| 5 | Frankreich             | 1    | 1      | 0      | 262             |
| 6 | Vereinigtes Königreich | 0    | 0      | 4      | 242             |